# Centuripe
Centuripe é uma comuna italiana da região da Sicília, província de Enna, com cerca de 5.888 habitantes. Estende-se por uma área de 173,18 km², tendo uma densidade populacional de 34 hab/km². Faz fronteira com Adrano (CT), Biancavilla (CT), Bronte (CT), Castel di Judica (CT), Catenanuova, Paternò (CT), Randazzo (CT), Regalbuto, (EN).
Sua economia é baseada principalmente na agricultura. Existem cavernas para minerais de enxofre e sal e nascentes de água.
Uma curiosidade do local é que ele possui característica singular: Quando vista do alto, Centuripe exibe a forma de uma pessoa. Fotografias tiradas de helicópteros e por satélite, e vídeos feitos por drones, mostram que as edificações e ruas da cidade compõem espaços que, quando vistos do céu, fazem o desenho de um ser humano deitado de maneira confortável sobre uma relva. Recentemente, essas imagens tem sido compartilhada por milhares de pessoas nas redes sociais, e tem atraído vários turstas para o local.

## Demografia
| Variação demográfica do município entre 1861 e 2011                               |
|                                                                                   |
| Fonte: Istituto Nazionale di Statistica (ISTAT) - Elaboração gráfica da Wikipedia |